# شبكة العنكبوت

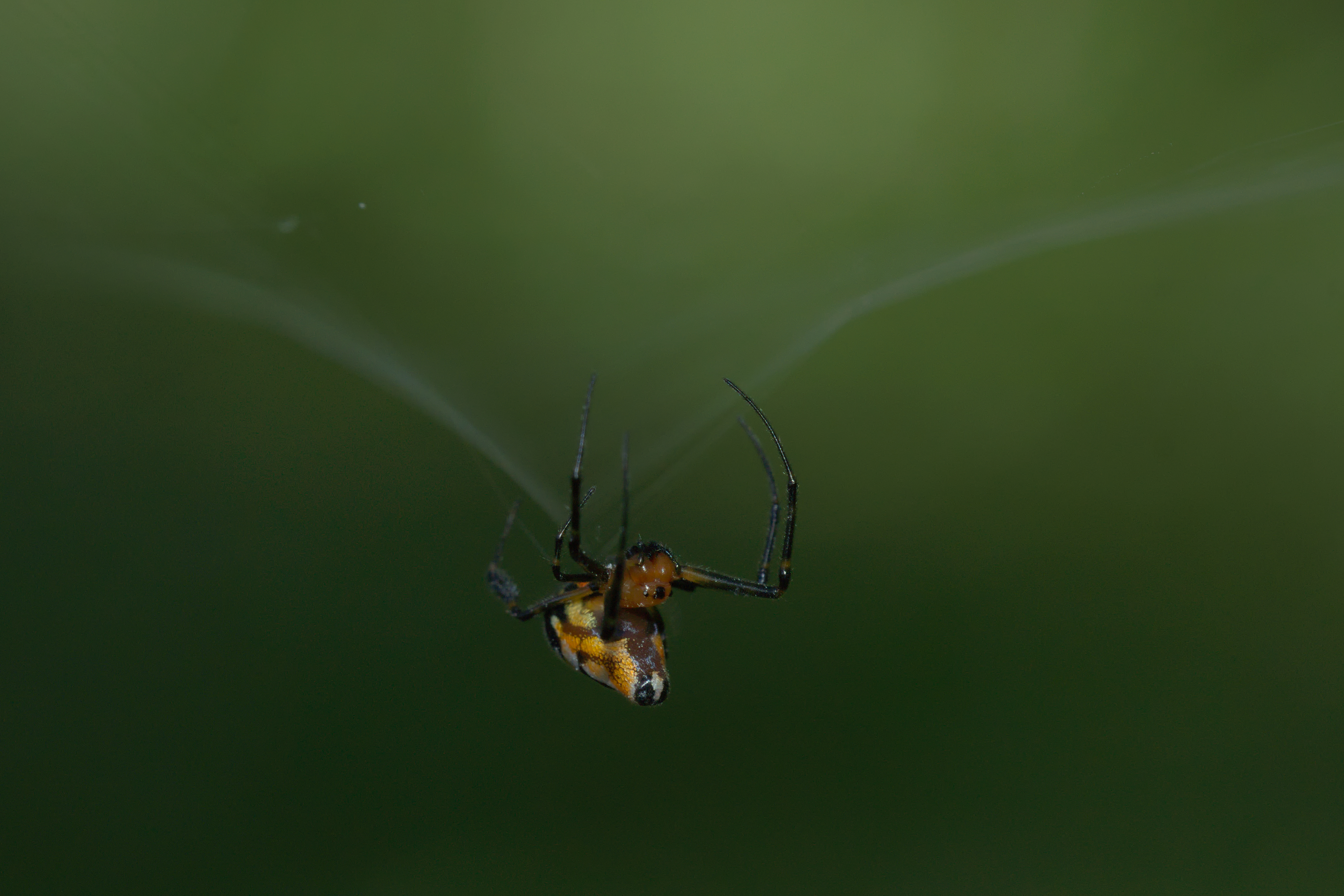
أحد أنواع العناكب من فصيلة اوبادوميتا فاستيجاتا ينسج شبكة، يلاحظ أن الحرير يخرج من غدد المغزال الموجودة على طرف البطن.

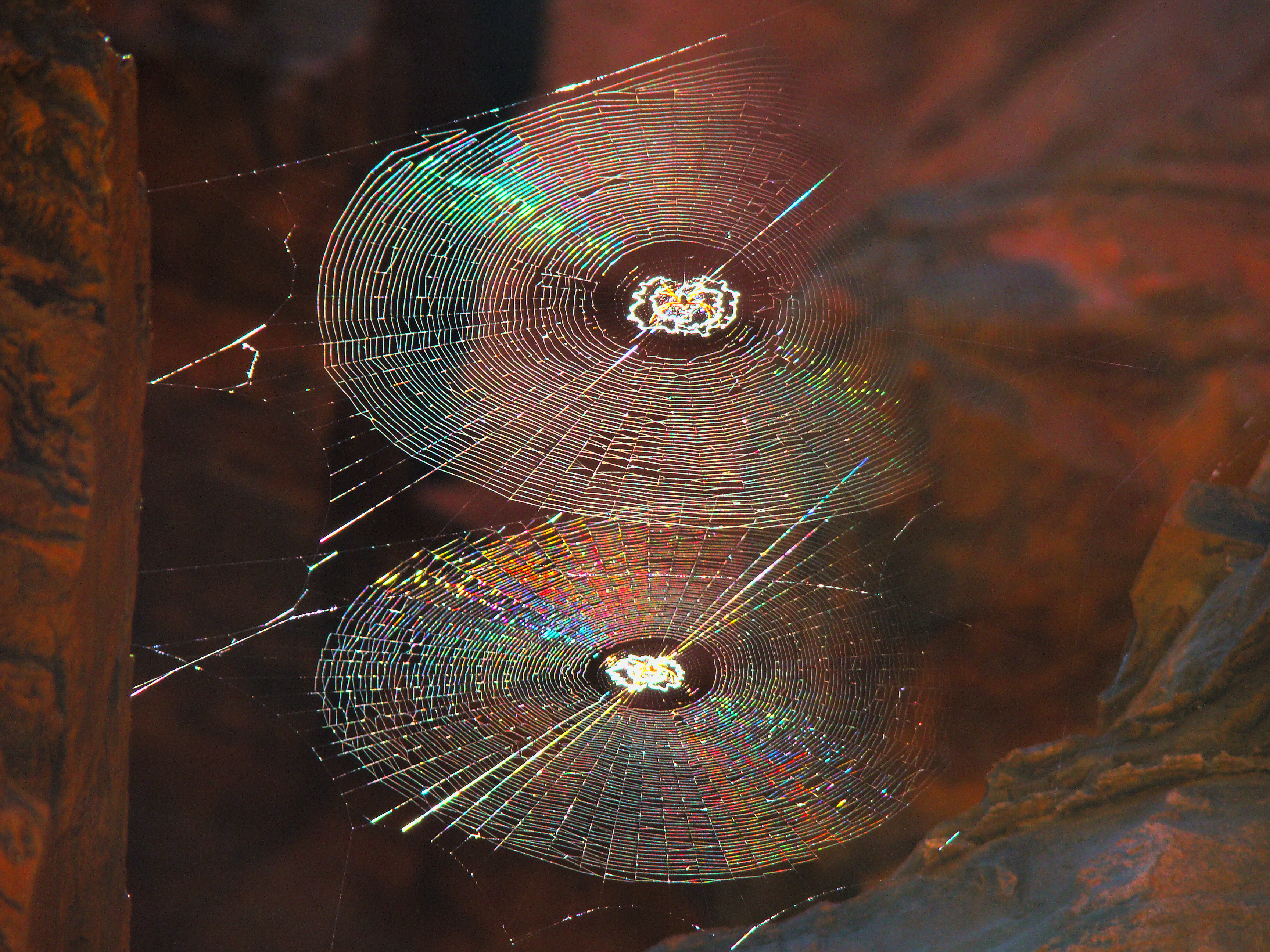
شبكات العنكبوت حلزونية في كاريجيني ، أستراليا الغربية

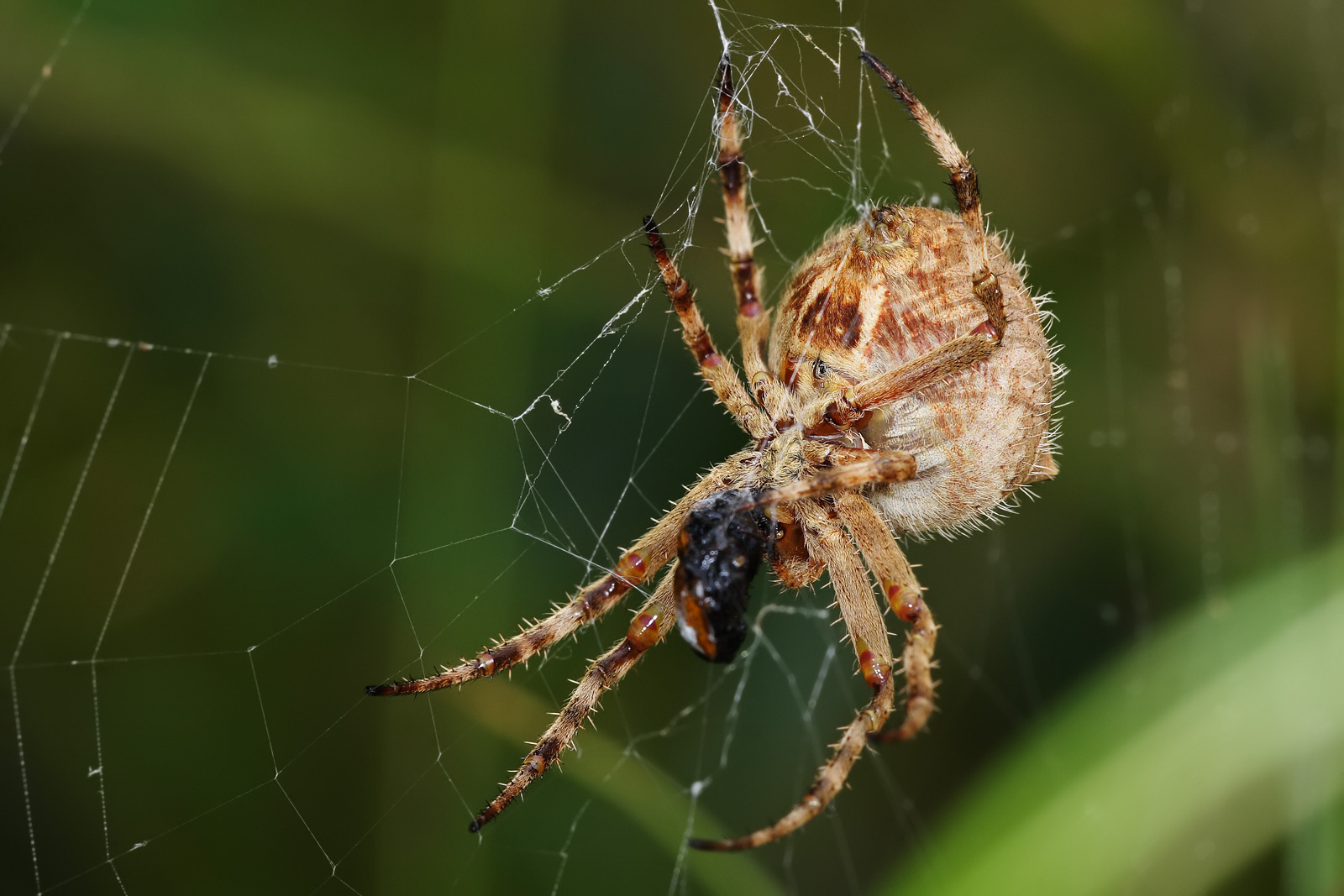
عنكبوت مع فريسة خنفساء عالقة في شبكتها

نَسْجُ العَنْكَبُوتِ أو بيت العنكبوت أو الهَلَلُ أو الشُّعّ أو الوُشُع هو بناء أو هيكل يبنى بواسطة عنكبوت من مادة حرير العنكبوت البروتينية التي ينتجها العنكبوت من المغزال، ويبني العنكبوت الشبكة بهدف اصطياد فريسته.
شبكات العنكبوت موجودة منذ ما لا يقل عن 100 مليون سنة، ويتضح ذلك من اكتشاف نادر لكهرمان في مقاطعة ساسكس في جنوب إنجلترا يعود إلى العصر الطباشيري المبكر.
تبني العديد من العناكب الشبكات لاصطياد الحشرات، ومع ذلك لا تنجح كل العناكب في اصطياد فريستها باستخدام الشبكات، والبعض الآخر لا يبني شبكات على الإطلاق.
عادةً ما يستخدم مصطلح «شبكة العنكبوت» للإشارة إلى الشبكة التي يبدو أنها لا زالت قيد الاستخدام، بينما يشير مصطلح «بيت العنكبوت» إلى الشبكات المهجورة، ومع ذلك، فإن كلمة «بيت العنكبوت» تستخدم أيضاً من قبل علماء الأحياء لوصف شبكة ثلاثية الأبعاد لبعض العناكب من عائلة الشحاذيات.

## إنتاج الحرير

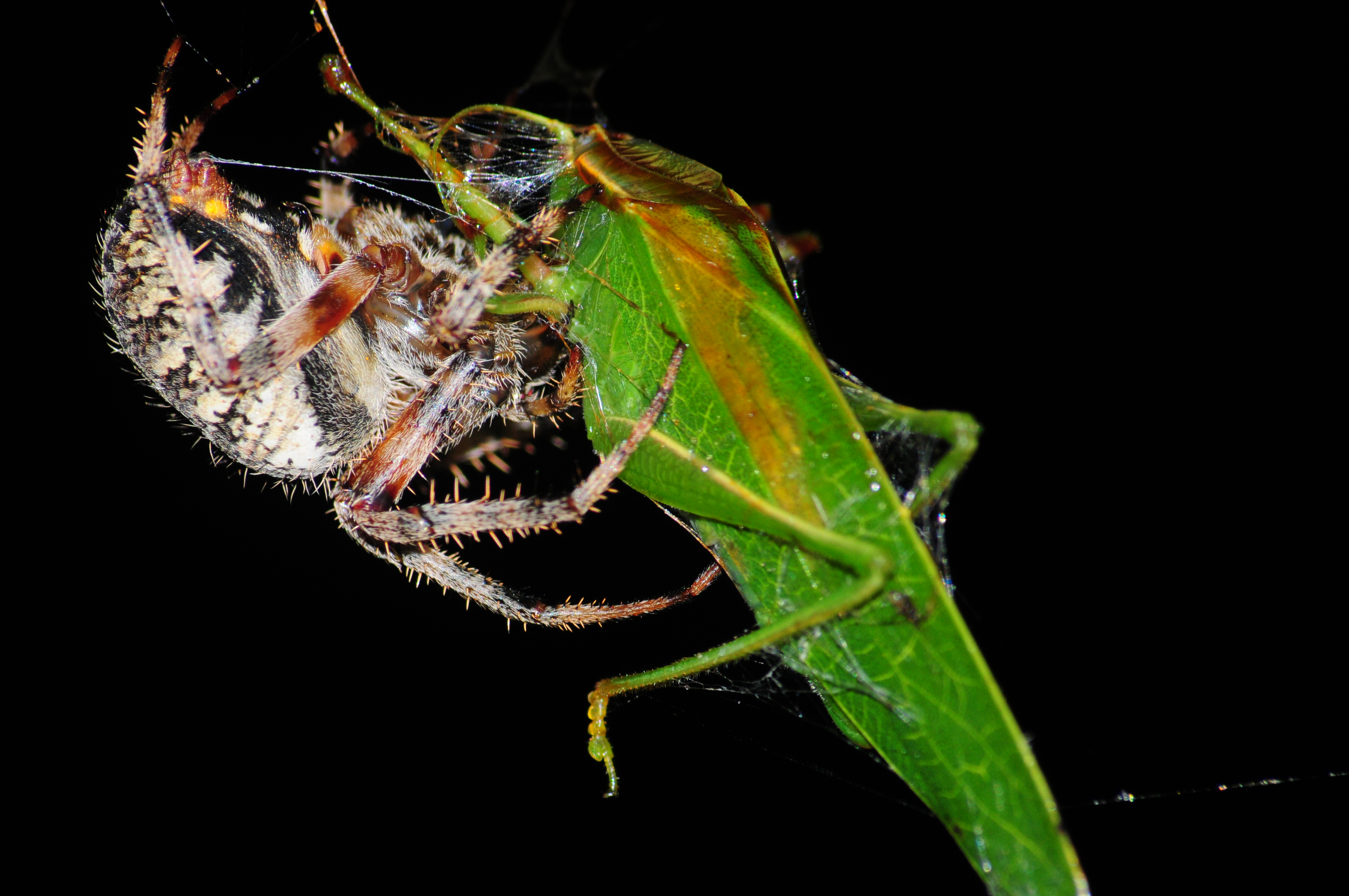
إنتاج حرير العنكبوت مرئيا للعين

Infographic illustrating the process of constructing an orb web

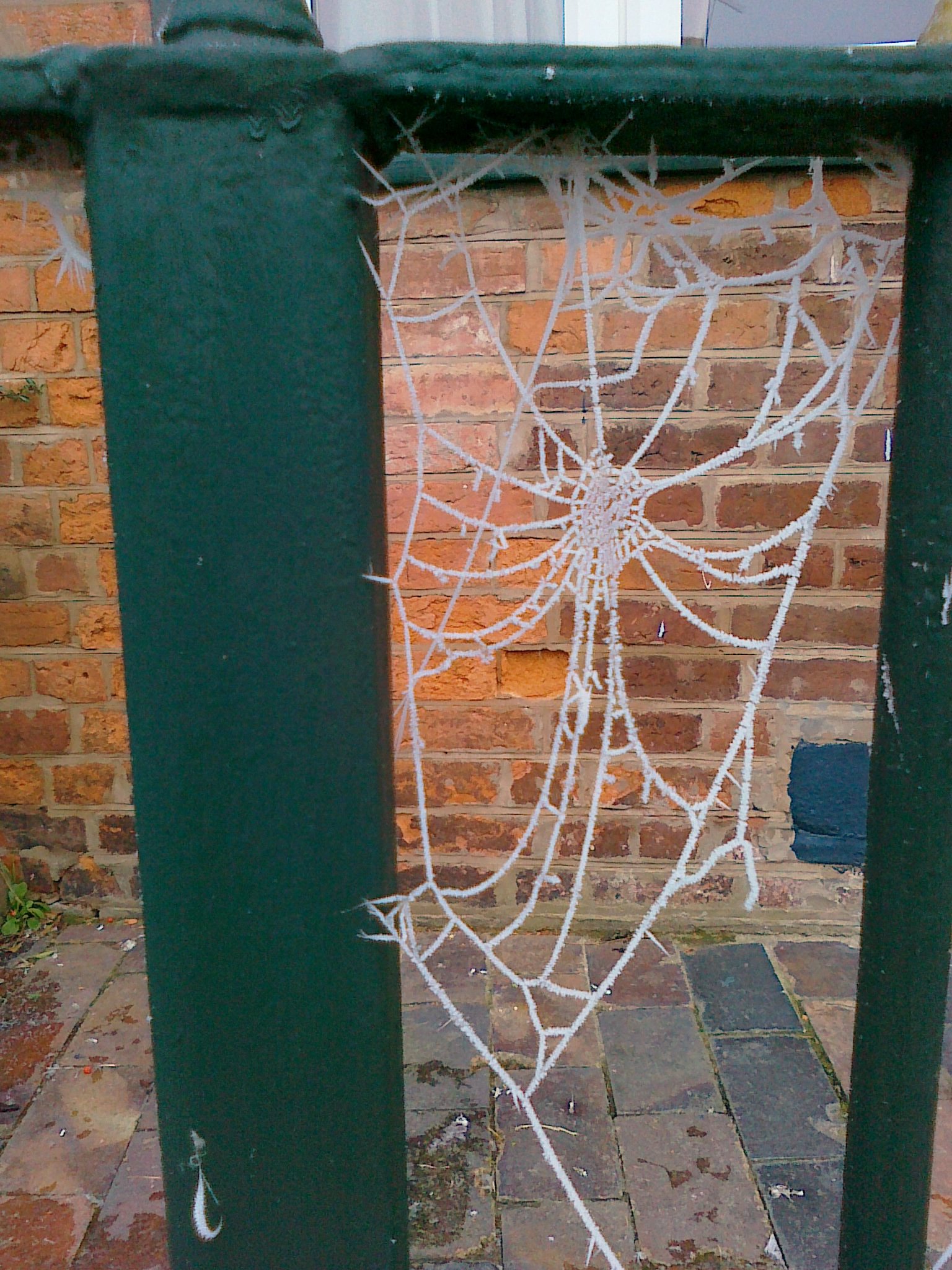
Spider web covered in صقيع

عندما انتقلت العناكب من الماء إلى الأرض في العصر الديفوني، بدأت في صنع الحرير لحماية أجسادها وبيضها. وبدأت تدريجيًا في استخدام الحرير لأغراض الصيد، أولا كخطوط دليل وخطوط إشارة، بعد ذلك كشبكات على الأرض أو الغابات، وفي نهاية المطاف باعتبارها شبكات هوائية التي نعرفها اليوم.
العناكب تنتج الحرير من مغازل وهي غدد تقع في طرف من البطن. كل غدة تنتج خيطا لغرض خاص على سبيل المثال خط سلامة متأخرًا، أو خيطًا حريريًا لزجًا لمحاصرة فريسة أو خيطًا رفيعًا للالتفاف حول الفريسة. العناكب تستخدم أنواع مختلفة من الغدد لإنتاج الحرير، وبعض العناكب قادرة على إنتاج ما يصل إلى 8 أنواع مختلفة من الحرير خلال حياتهم.
معظم العناكب لها ثلاثة أزواج من المغازل، ولكل منها وظيفتها الخاصة. كما توجد عناكب مع زوج واحد فقط وغيرها مع ما يصل إلى أربعة أزواج.